# Joseph Bonnel
Joseph Bonnel (Florensac, Francia, 4 de enero de 1939-Pézenas, Francia, 13 de febrero de 2018) fue un futbolista francés que se desempeñó como mediocampista. Formó parte de la Selección de fútbol de Francia en la Copa Mundial de Fútbol de 1966.

## Equipos

### Como jugador
| Equipo                         | País                | Años                | PJ  | Goles |
| ------------------------------ | ------------------- | ------------------- | --- | ----- |
| Montpellier HSC                | Francia             | 1957-1959           | 85  | 29    |
| Valenciennes FC                | Francia             | 1959-1967           | 262 | 47    |
| Olympique de Marsella          | Francia             | 1967-1973           | 242 | 59    |
| AS Béziers Hérault             | Francia             | 1973-1978           | 76  | 13    |
| Selección de fútbol de Francia | Francia             | 1962–1969           | 25  | 1     |
| Total en su carrera            | Total en su carrera | Total en su carrera | 690 | 149   |

### Como entrenador
| Equipo                | País    | Años      |
| --------------------- | ------- | --------- |
| Olympique de Marsella | Francia | 1973      |
| AS Béziers Hérault    | Francia | 1973-1978 |
| Aubagne               | Francia | 1978–1983 |

## Palmarés
| Título          | Club                  | Año  |
| --------------- | --------------------- | ---- |
| Copa de Francia | Olympique de Marsella | 1969 |
| Ligue 1         | Olympique de Marsella | 1971 |
| Copa de Francia | Olympique de Marsella | 1972 |
| Ligue 1         | Olympique de Marsella | 1972 |